# Batalha dos Campos Antigos
A Batalha dos Campos Antigos foi uma batalha travada em 212 a.C. entre o exército cartaginês, conduzido por Magão, o Samnita, e o exército romano, conduzido pelo procônsul Tibério Semprônio Graco, que perdeu a vida quando os romanos foram completamente derrotados.

## Contexto
Depois de anos de luta no sul da Itália, em 212 a.C., enquanto Aníbal estava cercando Taranto, os dois cônsules, Quinto Fúlvio Flaco e Ápio Cláudio Pulcro estavam acampados nas imediações de Boviano. O cônsul Fúlvio Flaco foi encarregado de invadir a Campânia, pois sabia-se que Hanão, o Velho, vinha marchando para Cápua com uma parte do exército recolhendo suprimentos para a cidade e que 2 000 carroças estavam estacionadas perto de Benevento. Esta caravana era um bando desordenado de camponeses e escravos e havia criado uma enorme confusão no interior do acampamento cartaginês. A batalha que se seguiu, logo depois do ataque romano, resultou pesada derrota cartaginesa. Destruído o acampamento inimigo, o exército romano foi a Benevento e vendeu o butim amealhado, dividindo os ganho entre os soldados de ambos os exércitos consulares. Hanão, por outro lado, retornou para Brúcio de forma "mais parecida com a de alguém que foge do que com a de alguém que marcha".
Os campânios, sabendo da notícia da derrota cartaginesa, enviaram embaixadores a Aníbal para informá-lo que os dois cônsules estavam em Benevento, a apenas um dia de marcha de Cápua. Aníbal decidiu enviar imediatamente 2 000 cavaleiros para impedir que os romanos saqueassem o território capuano. Em paralelo, os dois cônsules seguiram com seus exércitos para cercar Cápua. Para evitar que a cidade de Benevento ficasse indefesa, ordenaram que Tibério Semprônio Graco ficasse na cidade com um destacamento da cavalaria e um outro de infantaria ligeira, entregando a um outro comandante suas legiões, que foram enviadas para ocupar a Lucânia.
Conta-se que um certo Flavo Lucano, à frente da facção favorável aos romanos, mudou de lado para cair nas graças de Aníbal e traiu o Semprônio Graco. Obteve, desta forma, uma promessa por parte dos cartagineses que, se ele lhes entregasse o procônsul romano, os lucanos receberiam amigavelmente seus próprios rebanhos. Flávio então indicou para Aníbal o lugar ideal para realizar uma emboscada, cujo comando foi entregue a Magão, o Samnita, que, uma vez escondida uma grande quantidade de cavaleiros e soldados, deu início ao plano.
Flavo foi até Semprônio Graco e o informou que precisava realizar uma missão tão importante que era necessária a presença do próprio procônsul. Ele teria convencido todos os pretores que haviam passado para o lado de Aníbal a voltarem para o lado romano, prometendo que Roma seria clemente e os perdoaria. Era necessário, porém, que o próprio Graco estivesse presente na ocasião como representante máximo de Roma. Como Graco não suspeitava de nada, deixou o acampamento romano em companhia de seus lictores, de uma turma de cavalaria e seu guia.

## Batalha
Semprônio Graco caiu na emboscada. Os inimigos se revelaram subitamente e Flavo passou para o lado deles. De todos os lados vieram dardos contra Semprônio Graco e os cavaleiros romanos. O procônsul desceu do cavalo e ordenou que seus homens fizessem o mesmo. Depois, ele enrolou sua capa em volta de seu braço esquerda, pois não traziam seus escudos, e avançou contra os cartagineses. Se iniciou assim uma batalha feroz, mesmo os romanos sendo poucos e sendo assassinados por todos os lados, considerando que não havia como eles se defenderem e que os cartagineses estavam numa posição mais elevada. E, embora Aníbal tenha ordenado que o procônsul fosse capturado vivo, não foi possível por que Graco, assim que viu o traidor lucano, avançou com tanta violência contra um grupo de adversários que o protegiam que não foi possível poupá-lo.

## Conclusão
Magão anunciou a Aníbal que Graco estava morto e ordenou que seu corpo fosse colocado perante a tribuna do comandante juntamente com os fasces dos lictores. Eles provavelmente morreram na Lucânia perto dos "Campos Antigos". Há alguns historiadores antigos que acreditam que eles tenham morrido perto do rio Calore Irpino, não muito longe de Benevento. Esta versão foi narrada da seguinte forma por Lívio:
| “ | [Graco aparentemente] se afastou do acampamento com seus lictores e três escravos para se banhar. Os inimigos, escondidos entre os salgueiros haviam ali às margens do rio, o mataram ainda nu e sem com o que lutar, com exceção das pedras da corrente | ” |
|   | — Lívio, Ab Urbe Condita XXV, 17.1-2. |   |

Uma outra versão de sua morte, sempre segundo Lívio, conta que:
| “ | [...] estando a 500 passos (750 metros) do acampamento [...] foi cercado por duas turmas de númidas, que estavam por acaso na região. | ” |
|   | — Lívio, Ab Urbe Condita XXV, 17.3.                                                                                                   |   |

Há também várias versões sobre seu funeral. A versão mais divergente é a que conta que Aníbal mandou construir uma pira na entrada do acampamento cartaginês e ordenou que todo o exército cartaginês desfilasse em armas em frente enquanto ele próprio celebrava as exéquias com todas as honras. Uma outra versão, também contada por Lívio, afirma que os cartagineses cortaram a cabeça de Graco e a levaram a Aníbal, que a enviou ao questor Cneu Cornélio Lêntulo, que, diante do exército romano, realizou as exéquias.